# Hedvig Söderström
Hedvig Söderström (1. prosince 1830, Stockholm, Hovförsamlingen – 20. května 1914, farnost Engelbrekt ve Stockholmu) byla švédská ilustrátorka, malířka a fotografka.

## Životopis
Je známá jako první žena, která v roce 1857 otevřela fotografické studio ve Stockholmu na adrese Drottninggatan 25, kde působila až do roku 1860. Dlouho byla označována jako první profesionální fotografka ve Švédsku, ale tento titul ve skutečnosti patří Britě Sofii Hesseliusové.
Působila také jako kreslířka a malířka a účastnila se výstav Akademie výtvarných umění v letech 1856 a 1873 s olejomalbami „Korunní převozník“ a „Na otáčející se skále“. Je reprezentována portrétem dámy kresleným tužkou v Národním muzeu.
Hedvig Söderström je pohřbena v Norra begravningsplatsen.